# Carrick (Tasmania)
Carrick – miasto w Australii, na Tasmanii.